# Scaccato
Scaccato è un termine utilizzato in araldica per indicare un campo, o pezza, ripieno di scacchi o quadretti che si contano per tiri (tratti verticali) e per file (orizzontali).
Lo scaccato di 36 punti, ricavato dal partito di 5 e troncato di 5, non si blasona. In tutti gli altri casi va specificato il numero degli scacchi o il numero dei tiri e delle file. Si trova anche uno scaccato con colori disposti in modo casuale, ma sembra unico.

Banda scaccata di rosso e d'argento (Avusy, Svizzera)
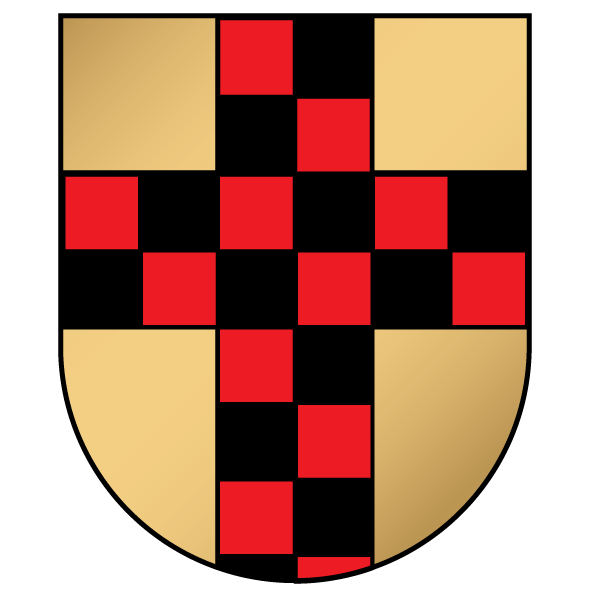
Croce scaccata di rosso e di nero
Inquartato, nel 2° all'aquila scaccata
Scaccato d'oro e d'azzurro
Scaccato di nero e d'argento, alla bordura di rosso caricata di otto crocette in decusse d'oro (Marchese di Santa Cruz de Mudela)
Scaccato d'oro e di nero di diciotto pezzi (Litta)
Scaccato di argento e di rosso, con il capo d'argento caricato di una croce di rosso (Barbiano di Belgioioso)
Scaccato d'argento e d'azzurro di 8 tiri e 7 file
Scaccato di colori vari; in cuore uno scudetto d'argento caricato da una croce potenziata di rosso (Sunbilla, Spagna)
Banda scaccata (famiglia Adorna)
Banda scaccata

## Araldica inglese
Nell'araldica inglese lo scaccato deve contare almeno venti quadretti: un numero inferiore deve essere blasonato. Se lo scaccato si applica a una pezza onorevole deve essere di tre file: quando la fila è una sola si usa il termine compony, traduzione di composto, mentre se le file sono due si usa il termine counter-compony, che non è la traduzione dell'italiano controcomposto. Se la pezza onorevole è una banda, una sbarra, uno scaglione o un decusse, i quadretti non sono perpendicolari ai lati dello scudo, ma seguono l'andamento della pezza.